# Rio Branco EC
Rio Branco Esporte Clube, zwykle nazywany Rio Branco, jest brazylijskim klubem piłkarskim z siedzibą w mieście Americana w stanie São Paulo.

## Osiągnięcia
- Campeonato do Interior Paulista: 1922, 1923.

## Historia
Dnia 4 sierpnia 1913 r. został założony klub Sport Club Arromba. Pierwsze kierownictwo klubu składało się z jego założycieli i 26 innych ludzi, a na jego czele stanął jako prezes klubu jeden z jego założycieli – João Truzzi. W roku 1917 klub zmienił nazwę na Rio Branco Football Club na cześć brazylijskiego polityka barona Rio Branco.
W roku 1922 i 1923 klub zwyciężył w turnieju Campeonato Paulista do Interior.
W końcu lat 40. XX w. piłkarska sekcja klubu została zawieszona.
W roku 1961 nazwa klubu została przetłumaczona na język portugalski i odtąd klub nazywał się Rio Branco Futebol Clube.
W kwietniu 1979 Rio Branco oraz inny lokalny zespół Americana Esporte Clube, dokonały fuzji, skutkiem czego reaktywowana została sekcja piłkarska.
W 1990 klub został wicemistrzem drugiej ligi stanowej Campeonato Paulista i awansował do pierwszej ligi.
W 1993 klub zajął szóste, najwyższe w historii miejsce w pierwszej lidze stanowej Campeonato Paulista.

### Znani zawodnicy w historii klubu
- Anaílson
- Flávio Conceição
- Gabriel Lima
- Gustavo
- Hermes
- Igor
- Júlio César
- Macedo
- Marcelinho Paraíba
- Marcinho
- Marcos Assunção
- Marcos Senna
- Mineiro
- Rafael
- Sandro Hiroshi
- Souza
- Tiago
- Thiago Ribeiro

## Informacje

### Stadion
Obecnie swoje mecze domowe klub rozgrywa na stadionie Estádio Décio Vitta, mogącym pomieścić 15000 widzów.

### Barwy
Oficjalne barwy klubu są czarno-białe. U siebie drużyna Rio Branco gra w białych koszulkach, czarnych spodenkach i białych getrach.

### Hymn klubu
Tigre, Tigre, Tigre, Tigre
Tigre, Tigre, Tigre, Tigre
Você chegou e nos conquistou
De alegria nos inundou
Rio Branco, força do interior
Sua grandeza há de se espalhar
Tem tradição, tem história enfim
No seu passado já demonstrou
Hoje é festa, é encantos mil
Futuro alegre aos filhos será
Garra, brilho e determinação
Coragem, domínio e vibração
Onde estiver, lá estarei torcendo com devoção.
Rio Branco, Rio Branco, sempre gritarei
Rio Branco, Rio Branco, Rio Branco do coração
Rio Branco, Rio Branco, sempre gritarei
Rio Branco, Rio Branco, de Americana tu és
Tigre, Tigre, Tigre, Tigre...
Letra e Música: Oséas Sass